# Elena Dolgopolova
Elena Vladimirovna Dolgopolova, em russo: Елена Владимировна Долгополова, (Volgogrado, 23 de janeiro de 1980) é uma ex-ginasta que competiu em provas de ginástica artística pela Rússia.
Dolgopolova foi a primeira medalhista russa em uma edição olímpica da ginástica artística feminina. Junto as companheiras Dina Kochetkova, Rozalia Galiyeva, Svetlana Khorkina, Elena Grosheva, Oksana Liapina e Eugenia Kuznetsova, foi superada pelas norte-americanas, lideradas por Shannon Miller, conquistando a prata coletiva nas Olimpíadas de Atlanta, em 1996.